# Котсуолд-Хилс
Ко́тсуолд-Хилс, или Ко́тсуолдс (англ. Cotswold Hills, Cotswolds) — гряда холмов в Великобритании, северо-западное обрамление Лондонского бассейна. Расположена в западной части центральной Англии, главным образом на территории графств Оксфордшир и Глостершир. Один из официально признанных «районов выдающейся естественной красоты» в Великобритании.

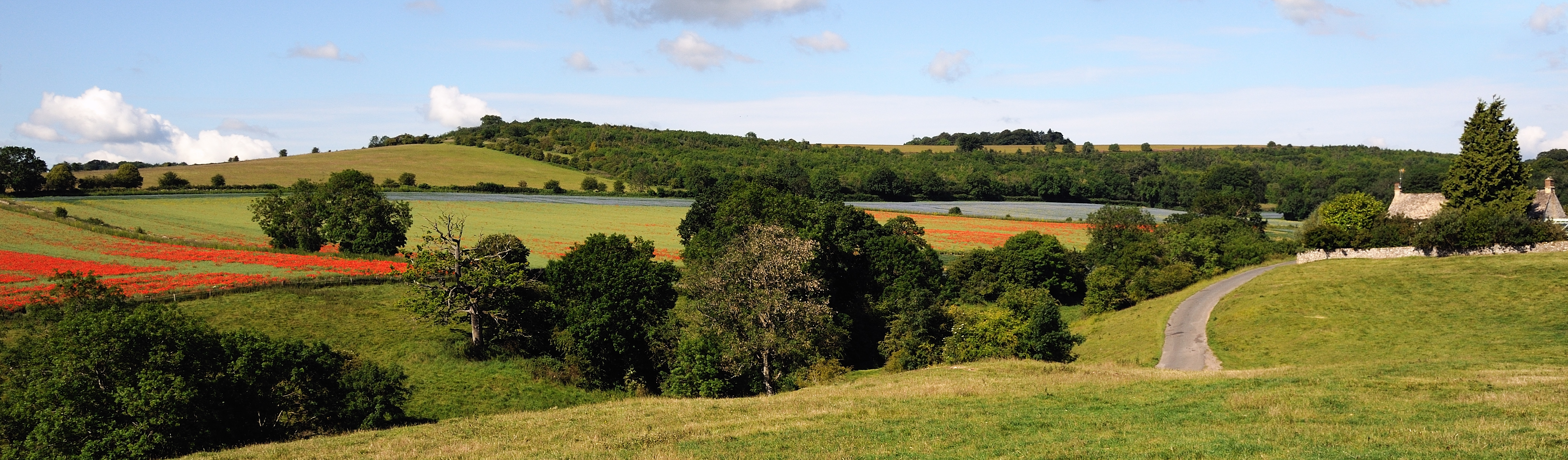

Котсуолд-Хилс простираются с юго-запада на северо-восток вдоль левобережья реки Северн приблизительно на 100 км. На восточных склонах берут начало Темза и её притоки.
Высшая точка — Клив-Хилл (330 м), расположенный в 4 км к северу от Челтнема. Гряда сложена известняками, песчаниками и мергелями. Образует крутой куэстовый уступ, обращённый к северо-западу; противоположный склон пологий. Здесь произрастают буковые леса, верещатники, луга. Основное занятие — скотоводство.